# Északi-Mariana-szigetek kormányzóinak listája
Ez a lista az Amerikai Egyesült Államok Északi-Mariana-szigetek nevű társult államának kormányzóit sorolja föl. A szigeteket Magellan fedezte fel 1521-ben, majd 1565-ben a spanyolok vették birtokukba. A szigetek eredeti lakosságának (a chamorróknak) legtöbbje (90-95%) kihalt vagy összeházasodott nem chamorrókkal a spanyol uralom idején. Az új telepesek, akik a Fülöp-szigetekről és a Karolina-szigetekről érkeztek, újra benépesítették a szigeteket. Ennek ellenére a chamorro népesség fokozatosan újraéledt. A chamorro, filippínó és Karolina-szigeteki nyelvi és etnikai különbségek máig alapvetően megosztják a Mariana-szigeteket.
Az 1898-as spanyol–amerikai háború után Spanyolország át kényszerült adni az Amerikai Egyesült Államoknak Guamot, a Mariana-szigetek többi részét a Karolina- és Marshall-szigetekkel együtt pedig eladta Németországnak. A tényleges uralmat azonban Japán gyakorolta a szigetek felett és 1914-ben, az I. világháború során meg is szállta. Akkoriban a gazdaság fő ága a cukornád-termesztés volt, a szükséges munkaerő Okinawáról és Koreából érkezett.
A második világháborúban nagy csaták dúltak errefelé: Guam, Saipan, Tinian volt a helyszíne ezeknek. Ezután a szigeteket az Egyesült Államok gyámsága alá helyezték. A japán uralom idején idetelepülteket visszatelepítették származási helyükre.
A függetlenség kérdése az 1970-es években merült fel. A teljes függetlenséget egy népszavazás elutasította. Az ország 1978. január 1-jén az USA társult állama lett.
Távlati tervként az Északi-Mariana-szigeteken felmerült a társult állam alkotmányos státuszának megváltoztatása: a terület egyesüljön Guammal és váljon amerikai szövetségi állammá, azonban népszavazásig még nem jutott el a kérdés.
A kormányzói széket négy évre lehet elnyerni, s egyszer az adott kormányzó újraválasztható.
Jelenleg hivatalban a 10. kormányzó  a Független Arnold Palacios tölti be a kormányzói tisztséget 2023. január 9-től. A helyettes kormányzó a szintén független David Apatang.
A pártmegoszlás az alábbi volt:
- Demokrata: 6
- Republikánus: 2
- Covenant Party: 2
- Független: 1

## Északi-Mariana-szigetek társult állam kormányzói
| Északi-Mariana-szigetek kormányzóinak listája   | Északi-Mariana-szigetek kormányzóinak listája   | Északi-Mariana-szigetek kormányzóinak listája   | Északi-Mariana-szigetek kormányzóinak listája   | Északi-Mariana-szigetek kormányzóinak listája   | Északi-Mariana-szigetek kormányzóinak listája   | Északi-Mariana-szigetek kormányzóinak listája   | Északi-Mariana-szigetek kormányzóinak listája   |
| Covenant Party Demokrata Párt Republikánus Párt | Covenant Party Demokrata Párt Republikánus Párt | Covenant Party Demokrata Párt Republikánus Párt | Covenant Party Demokrata Párt Republikánus Párt | Covenant Party Demokrata Párt Republikánus Párt | Covenant Party Demokrata Párt Republikánus Párt | Covenant Party Demokrata Párt Republikánus Párt | Covenant Party Demokrata Párt Republikánus Párt |
| Nr.                                             | Kép                                             | Kormányzó                                       | Hivatali idő kezdete                            | Hivatali idő vége                               | Párt                                            | Helyettes                                       | Helyettes                                       |
| ----------------------------------------------- | ----------------------------------------------- | ----------------------------------------------- | ----------------------------------------------- | ----------------------------------------------- | ----------------------------------------------- | ----------------------------------------------- | ----------------------------------------------- |
| 1                                               |                                                 | Carlos S. Camacho                               | 1978. január 9.                                 | 1982. január 11.                                | 40x40px[halott link]                            | Francisco Castro Ada                            | 40x40px[halott link]                            |
| 2                                               |                                                 | Pedro Tenorio                                   | 1982. január 11.                                | 1990. január 8.                                 | 40x40px[halott link]                            | Pedro A. Tenorio                                | 40x40px[halott link]                            |
| 3                                               |                                                 | Lorenzo I. De Leon Guerrero                     | 1990. január 8.                                 | 1944. január 10.                                | 40x40px[halott link]                            | Benjamin Manglona                               | 40x40px[halott link]                            |
| 4                                               |                                                 | Froilan Tenorio                                 | 1944. január 10.                                | 1998. január 12.                                | 40x40px[halott link]                            | Jesus C. Borja                                  | 40x40px[halott link]                            |
| 5                                               |                                                 | Pedro Tenorio                                   | 1998. január 12.                                | 2002. január 14.                                | 40x40px[halott link]                            | Jesus R. Sablan                                 | 40x40px[halott link]                            |
| 6                                               |                                                 | Juan Babauta                                    | 2002. január 14.                                | 2006. január 9.                                 | 40x40px[halott link]                            | Diego Benavente                                 | 40x40px[halott link]                            |
| 7                                               |                                                 | Benigno Fitial                                  | 2006. január 9.                                 | 2013. február 20.                               |                                                 | Timothy Villagomez (2006-2009)                  |                                                 |
| 7                                               | [ 9 ]                                           | Benigno Fitial                                  | 2006. január 9.                                 | 2013. február 20.                               |                                                 | Timothy Villagomez (2006-2009)                  |                                                 |
| 7                                               | Széküresedés                                    | Benigno Fitial                                  | 2006. január 9.                                 | 2013. február 20.                               |                                                 |                                                 |                                                 |
| 7                                               | Eloy Inos (2009-2013)                           | Benigno Fitial                                  | 2006. január 9.                                 | 2013. február 20.                               |                                                 |                                                 |                                                 |
| 8                                               |                                                 | Eloy Inos                                       | 2013. február 20.                               | 2015. december 29.                              |                                                 | Jude Hofschneider (2013-2015)                   | 40x40px[halott link]                            |
| 8                                               | [ 12 ]                                          | Eloy Inos                                       | 2013. február 20.                               | 2015. december 29.                              |                                                 | Jude Hofschneider (2013-2015)                   | 40x40px[halott link]                            |
| 8                                               | Ralph Torres (2015)                             | Eloy Inos                                       | 2013. február 20.                               | 2015. december 29.                              | 40x40px[halott link]                            |                                                 |                                                 |
| 9                                               |                                                 | Ralph Torres                                    | 2015. december 29.                              | 2023. január 9.                                 | 40x40px[halott link]                            | Victor Hocog                                    | 40x40px[halott link]                            |
| 9                                               | Arnold Palacios                                 | Ralph Torres                                    | 2015. december 29.                              | 2023. január 9.                                 | 40x40px[halott link]                            | 40x40px[halott link]                            |                                                 |
| 10                                              |                                                 | Arnold Palacios                                 | 2023. január 9.                                 | hivatalban                                      |                                                 | David Apatang                                   |                                                 |